# УЕФА Лига конференције 2025/26.
УЕФА Лига конференције 2025/26 је пета сезона УЕФА Лиге конференције, европског трећег по јачини клупског фудбалског такмичења које организује УЕФА.
Ово ће бити друга УЕФА Лига конференције која се игра по новом формату који укључује лигашку фазу са 36 тимова. Нови формат такође не дозвољава тимовима да пређу из лиге Лиге Европе или нокаут фазе у нокаут фазу Лиге конференције, и стога браниоци титуле Лиге конференције ( Челси ) не могу да бране своју титулу јер се победник Лиге конференције аутоматски квалификује за лигашку фазу Лиге Европе. Међутим, Челси се већ квалификовао за групну фазу лиге шампиона 2025/26. пре него што је освојио Лигу конференције захваљујући својој позицији у лиги, тако да аутоматско место у Лиги Европе није искоришћено.
Финале ће се играти на Ред Бул Арени у Лајпцигу, у Немачкој. Победник ће се аутоматски квалификовати за лигашку фазу УЕФА Лиге Европе 2026/27, осим ако се не квалификују за УЕФА Лигу шампиона или Лигу Европе 2026/27 на основу својих резултата у лиги. У том случају, листа приступа ће бити ребалансирана.

## Учешће екипа
У Лиги конференције 2024/25 учествује укупно 167 тима из 54 од 55 националних савеза који припадају УЕФА. Поредак националних савеза, који се саставља на основу Уефиних коефицијената, користи се за одређивање броја учесника за сваки појединачни савез у такмичењу:
- савези рангирани од 1. до 12. места имају по један клуб;
- савези рангирани од 13. до 33. места (изузев Русије) и од 51. до 55. места имају по два клуба;
- савези рангирани од 34. до 50. места (изузев Лихтенштајна који има један) имају по три клуба;
- 15 тимова елиминисаних из Лиге шампиона за сезону 2025/26 и 41 тим елиминисаних из Лиге Европе за сезону 2025/26 биће пребачени у Лигу конференције.

### Рангирање савеза
За УЕФА Лигу конференције 2025/26, савезима су места додељена према њиховим УЕФА коефицијентима за 2024. годину, који су узимали у обзир њихов учинак у европским такмичењима од 2019/20. до 2023/24.
Поред расподеле на основу коефицијената удружења, удружења би могла имати додатне тимове који учествују у Лиги конференције, као што је наведено у наставку:
- (UCL) – Додатни тимови пребачени из УЕФА Лиге шампиона
- (UECL) – Додатно место за победника УЕФА Лиге Европе

| Поз. | Савез       | Коеф.   | Бр. клубова | Дод. |
| ---- | ----------- | ------- | ----------- | ---- |
| 1    | Енглеска    | 104.303 | 1           |      |
| 2    | Италија     | 90.284  | 1           |      |
| 3    | Шпанија     | 89.489  | 1           |      |
| 4    | Немачка     | 86.624  | 1           |      |
| 5    | Француска   | 66.831  | 1           |      |
| 6    | Холандија   | 61.300  | 1           |      |
| 7    | Португалија | 56.316  | 1           |      |
| 8    | Белгија     | 48.800  | 1           |      |
| 9    | Турска      | 38.600  | 1           |      |
| 10   | Чешка       | 36.050  | 1           |      |
| 11   | Шкотска     | 36.050  | 1           |      |
| 12   | Швајцарска  | 32.975  | 1           |      |
| 13   | Аустрија    | 32.600  | 2           |      |
| 14   | Норвешка    | 31.625  | 2           |      |
| 15   | Грчка       | 31.525  | 2           |      |
| 16   | Данска      | 31.450  | 2           |      |
| 17   | Израел      | 31.125  | 2           |      |
| 18   | Украјина    | 28.000  | 2           |      |
| 19   | Србија      | 27.775  | 2           |      |

| Поз. | Савез           | Коеф.  | Бр. клубова | Дод.       |
| ---- | --------------- | ------ | ----------- | ---------- |
| 20   | Хрватска        | 25.525 | 2           |            |
| 21   | Пољска          | 25.375 | 2           |            |
| 22   | Русија          | 22.965 | 0           | [Note RUS] |
| 23   | Кипар           | 22.100 | 2           |            |
| 24   | Мађарска        | 21.875 | 2           |            |
| 25   | Шведска         | 21.500 | 2           |            |
| 26   | Румунија        | 21.375 | 2           |            |
| 27   | Бугарска        | 20.375 | 2           |            |
| 28   | Азербејџан      | 20.125 | 2           |            |
| 29   | Словачка        | 19.625 | 2           |            |
| 30   | Словенија       | 13.250 | 2           |            |
| 31   | Молдавија       | 13.125 | 2           |            |
| 32   | Косово          | 11.541 | 2           |            |
| 33   | Казахстан       | 11.500 | 2           |            |
| 34   | Финска          | 11.125 | 2           |            |
| 35   | Република Ирска | 10.875 | 3           |            |
| 36   | Јерменија       | 10.625 | 3           |            |
| 37   | Летонија        | 10.625 | 3           |            |
| 38   | Фарска Острва   | 10.375 | 3           |            |

| Поз. | Савез               | Коеф.  | Бр. клубова | Дод.       |
| ---- | ------------------- | ------ | ----------- | ---------- |
| 39   | Босна и Херцеговина | 10.000 | 3           |            |
| 40   | Лихтенштајн         | 10.000 | 1           | [Note LIE] |
| 41   | Исланд              | 9.583  | 3           |            |
| 42   | Северна Ирска       | 9.208  | 3           |            |
| 43   | Луксембург          | 8.625  | 3           |            |
| 44   | Литванија           | 8.500  | 3           |            |
| 45   | Малта               | 8.250  | 3           |            |
| 46   | Грузија             | 7.625  | 3           |            |
| 47   | Албанија            | 7.375  | 3           |            |
| 48   | Естонија            | 7.207  | 3           |            |
| 49   | Белорусија          | 6.625  | 3           |            |
| 50   | Северна Македонија  | 6.000  | 3           |            |
| 51   | Андора              | 5.998  | 2           |            |
| 52   | Велс                | 5.791  | 2           |            |
| 53   | Црна Гора           | 5.708  | 2           |            |
| 54   | Гибралтар           | 4.957  | 2           |            |
| 55   | Сан Марино          | 1.832  | 2           |            |

Напомене
1. ^ Русија: Дана 28. фебруара 2022. године, руски фудбалски клубови и национални тимови суспендовани су из ФИФА и УЕФА такмичења због руске инвазије на Украјину.[5] Табеле одражавају текућу суспензију Русије из УЕФА такмичења.[6]
2. ^ Лихтенштајн: Седам тимова повезаних са Лихтенштајнским фудбалским савезом (ЛФВ) су играли у систему швајцарских фудбалских лига. Једино такмичење које је организовао ЛФВ био је Лихтенштајн фудбалски куп – чији су се победници квалификовали за УЕФА лигу конференције за сезону 2025/26.